# Boleslavciîk, Pervomaisk
Boleslavciîk (în ucraineană Болеславчик) este localitatea de reședință a comunei Boleslavciîk din raionul Pervomaisk, regiunea Mîkolaiiv, Ucraina.

## Demografie
Componența lingvistică a localității Boleslavciîk
     Ucraineană (93,96%)
     Rusă (4,57%)
     Alte limbi (0,65%)
Conform recensământului din 2001, majoritatea populației localității Boleslavciîk era vorbitoare de ucraineană (93,96%), existând în minoritate și vorbitori de rusă (4,57%).